# Руднянский район (Смоленская область)
Рудня́нский райо́н — административно-территориальная единица (район) и муниципальное образование (муниципальный район) на западе Смоленской области России.
Административный центр — город Рудня.

## География
Территориально район граничит: на севере с Велижским районом, на востоке с Демидовским и Смоленским районами, на юге с Краснинским районом, на западе с Беларусью (Витебский, Лиозненский и Дубровенский районы). Площадь района — 2111 км².
На территории района находится крайняя западная точка Смоленской области, в 2 км западнее от деревни Цегельня Любавичского сельского поселения 54°48′33″ с. ш. 30°45′02″ в. д..

## История
Руднянский район образован в 1929 году. 21 августа 1961 года к Руднянскому району был присоединён Понизовский район.

## Население
| 2002    | 2009    | 2010    | 2011    | 2012    | 2013    | 2014    | 2015    | 2016    |
| ------- | ------- | ------- | ------- | ------- | ------- | ------- | ------- | ------- |
| 28 037  | ↘25 021 | ↗25 506 | ↘25 162 | ↘24 764 | ↘24 359 | ↘24 046 | ↘23 562 | ↘23 239 |
| 2017    | 2018    | 2019    | 2020    | 2021    | 2024    |         |         |         |
| ↘22 918 | ↘22 651 | ↘22 289 | ↘22 190 | ↘21 283 | ↘20 478 |         |         |         |

### Урбанизация
В городских условиях (город Рудня и пгт Голынки) — проживают 55,41 % населения района.

### Национальный состав
По итогам переписи населения 2020 года проживали следующие национальности (национальности менее 0,1 % и другое, см. в сноске к строке «Другие»):
| Национальность | Численность, чел. | Доля     |
| -------------- | ----------------- | -------- |
| Русские        | 20 361            | 95,67 %  |
| Белорусы       | 175               | 0,82 %   |
| Цыгане         | 116               | 0,55 %   |
| Украинцы       | 79                | 0,37 %   |
| Армяне         | 78                | 0,37 %   |
| Азербайджанцы  | 33                | 0,16 %   |
| Другие         | 441               | 2,06 %   |
| Итого          | 21 283            | 100,00 % |

## Муниципально-территориальное устройство
В муниципальный район входят 6 муниципальных образований, в том числе 2 городских поселения  и 4 сельских поселения.
| № | Муниципальное образование        | Административный центр | Количество населённых пунктов | Население (чел.) | Площадь (км²) |
| - | -------------------------------- | ---------------------- | ----------------------------- | ---------------- | ------------- |
| 1 | Голынковское городское поселение | пгт Голынки            | 1                             | ↘2856            | 15,12         |
| 2 | Руднянское городское поселение   | город Рудня            | 1                             | ↘8490            | 14,79         |
| 3 | Любавичское сельское поселение   | деревня Любавичи       | 50                            | ↘1991            |               |
| 4 | Переволочское сельское поселение | деревня Переволочье    | 27                            | ↘2139            |               |
| 5 | Понизовское сельское поселение   | село Понизовье         | 91                            | ↘1866            |               |
| 6 | Чистиковское сельское поселение  | деревня Чистик         | 42                            | ↗3500            |               |

Первоначально Законом Смоленской области от 1 декабря 2004 года было создано 10 муниципальных образований, в том числе 2 городских и 8 сельских поселений.  Законом Смоленской области от 20 декабря 2018 года, к 1 января 2019 года были упразднены 4 сельских поселения: Казимировское (включено в Любавичское сельское поселение); Кляриновское (включено в Понизовское сельское поселение); Кругловское (включено в Переволочское сельское поселение); Смолиговское (включено  в Чистиковское сельское поселение).
| №  | Муниципальное образование 2005—2018 гг. | Административный центр | Количество населённых пунктов | Население (чел.) | Площадь (км²) |
| -- | --------------------------------------- | ---------------------- | ----------------------------- | ---------------- | ------------- |
| 1  | Голынковское городское поселение        | пгт Голынки            | 1                             | ↘2856            | 15,12         |
| 2  | Руднянское городское поселение          | город Рудня            | 1                             | ↘8490            | 14,79         |
| 3  | Казимировское сельское поселение        | деревня Казимирово     | 18                            | ↘1322            | 164,75        |
| 4  | Кляриновское сельское поселение         | деревня Кляриново      | 29                            | ↘553             | 243,02        |
| 5  | Кругловское сельское поселение          | деревня Кругловка      | 9                             | ↘992             | 137,22        |
| 6  | Любавичское сельское поселение          | деревня Любавичи       | 32                            | ↘1991            | 265,00        |
| 7  | Переволочское сельское поселение        | деревня Переволочье    | 18                            | ↘2139            | 226,14        |
| 8  | Понизовское сельское поселение          | село Понизовье         | 62                            | ↘1866            | 501,42        |
| 9  | Смолиговское сельское поселение         | деревня Смолиговка     | 31                            | ↘1535            | 358,92        |
| 10 | Чистиковское сельское поселение         | деревня Чистик         | 11                            | ↗3500            | 185,03        |

### Населённые пункты
В Руднянском районе 212 населённых пунктов, в том числе город, пгт и 210 сельских населённых пунктов.
| №   | Населённый пункт | Тип     | Население | Муниципальное образование        |
| --- | ---------------- | ------- | --------- | -------------------------------- |
| 1   | Рудня            | город   | ↘8490     | Руднянское городское поселение   |
| 2   | Голынки          | пгт     | ↘2856     | Голынковское городское поселение |
| 3   | Абрамово         | деревня | 0         | Понизовское сельское поселение   |
| 4   | Аниськи          | деревня | 5         | Понизовское сельское поселение   |
| 5   | Анцифорово       | деревня | 0         | Чистиковское сельское поселение  |
| 6   | Баботки          | деревня | 37        | Понизовское сельское поселение   |
| 7   | Балыки           | деревня | 0         | Понизовское сельское поселение   |
| 8   | Бель             | деревня | 9         | Переволочское сельское поселение |
| 9   | Бельское         | деревня | 0         | Понизовское сельское поселение   |
| 10  | Березино         | деревня | 764       | Любавичское сельское поселение   |
| 11  | Блажкино         | деревня | 6         | Любавичское сельское поселение   |
| 12  | Большая Березина | деревня | 7         | Любавичское сельское поселение   |
| 13  | Бор              | деревня | 0         | Понизовское сельское поселение   |
| 14  | Бордадыны        | деревня | 2         | Понизовское сельское поселение   |
| 15  | Борки            | деревня | 251       | Понизовское сельское поселение   |
| 16  | Бородино         | деревня | 8         | Любавичское сельское поселение   |
| 17  | Боярщина         | деревня | 111       | Понизовское сельское поселение   |
| 18  | Боярщина         | деревня | 3         | Понизовское сельское поселение   |
| 19  | Братышки         | деревня | 56        | Понизовское сельское поселение   |
| 20  | Брусы            | деревня | 10        | Понизовское сельское поселение   |
| 21  | Бутрово          | деревня | 86        | Переволочское сельское поселение |
| 22  | Быстровка        | деревня | 17        | Любавичское сельское поселение   |
| 23  | Верхние Храпуны  | деревня | 0         | Понизовское сельское поселение   |
| 24  | Волки            | деревня | 0         | Понизовское сельское поселение   |
| 25  | Волково          | деревня | 172       | Любавичское сельское поселение   |
| 26  | Волоты           | деревня | 0         | Понизовское сельское поселение   |
| 27  | Высокая Жарь     | деревня | 5         | Чистиковское сельское поселение  |
| 28  | Гари             | деревня | 26        | Понизовское сельское поселение   |
| 29  | Гломаздино       | деревня | 0         | Понизовское сельское поселение   |
| 30  | Голяшово         | деревня | 4         | Любавичское сельское поселение   |
| 31  | Горбуши          | деревня | 2         | Чистиковское сельское поселение  |
| 32  | Гранки           | деревня |           | Чистиковское сельское поселение  |
| 33  | Губники          | деревня | 1         | Понизовское сельское поселение   |
| 34  | Губы             | деревня | 3         | Понизовское сельское поселение   |
| 35  | Даровая          | деревня | 3         | Понизовское сельское поселение   |
| 36  | Дворище          | деревня | 24        | Чистиковское сельское поселение  |
| 37  | Девино           | деревня | 3         | Переволочское сельское поселение |
| 38  | Дементеево       | деревня | 27        | Переволочское сельское поселение |
| 39  | Дрягили          | деревня | 17        | Любавичское сельское поселение   |
| 40  | Дубровка         | деревня | 5         | Любавичское сельское поселение   |
| 41  | Дубровка         | деревня | 59        | Переволочское сельское поселение |
| 42  | Дуброво          | деревня | 10        | Понизовское сельское поселение   |
| 43  | Дуброво          | деревня | 0         | Чистиковское сельское поселение  |
| 44  | Дюндино          | деревня | 0         | Понизовское сельское поселение   |
| 45  | Елисеевка        | деревня | 9         | Любавичское сельское поселение   |
| 46  | Ельня            | деревня | 0         | Чистиковское сельское поселение  |
| 47  | Ефремово         | деревня | 16        | Любавичское сельское поселение   |
| 48  | Живолево         | деревня | 0         | Чистиковское сельское поселение  |
| 49  | Заборье          | деревня | 65        | Переволочское сельское поселение |
| 50  | Загорье          | деревня | 2         | Любавичское сельское поселение   |
| 51  | Заготино         | деревня | 54        | Чистиковское сельское поселение  |
| 52  | Задняя           | деревня | 14        | Переволочское сельское поселение |
| 53  | Заложье          | деревня | 0         | Любавичское сельское поселение   |
| 54  | Заозерье         | деревня | 121       | Переволочское сельское поселение |
| 55  | Заолище          | деревня | 4         | Любавичское сельское поселение   |
| 56  | Заречье          | деревня | 7         | Любавичское сельское поселение   |
| 57  | Затесы           | деревня | 13        | Переволочское сельское поселение |
| 58  | Зорчино          | деревня | 26        | Любавичское сельское поселение   |
| 59  | Зуево            | деревня | 8         | Понизовское сельское поселение   |
| 60  | Зуи              | деревня | 7         | Любавичское сельское поселение   |
| 61  | Ивники           | деревня | 0         | Понизовское сельское поселение   |
| 62  | Игнатовка        | деревня | 49        | Чистиковское сельское поселение  |
| 63  | Изубри           | деревня | 29        | Любавичское сельское поселение   |
| 64  | Кадомы           | деревня | 13        | Понизовское сельское поселение   |
| 65  | Казимирово       | деревня | 545       | Любавичское сельское поселение   |
| 66  | Каменка          | деревня | 15        | Понизовское сельское поселение   |
| 67  | Карташевичи      | деревня | 222       | Переволочское сельское поселение |
| 68  | Кеново           | деревня | 4         | Любавичское сельское поселение   |
| 69  | Кисловка         | деревня | 2         | Чистиковское сельское поселение  |
| 70  | Клемятино        | деревня | 1         | Любавичское сельское поселение   |
| 71  | Клименки         | деревня | 2         | Понизовское сельское поселение   |
| 72  | Кляриново        | деревня | 217       | Понизовское сельское поселение   |
| 73  | Козлы            | деревня | 0         | Понизовское сельское поселение   |
| 74  | Коминтерн        | деревня | 30        | Любавичское сельское поселение   |
| 75  | Концы            | деревня | 68        | Чистиковское сельское поселение  |
| 76  | Корбаны          | деревня | 8         | Понизовское сельское поселение   |
| 77  | Коржани          | деревня | 0         | Понизовское сельское поселение   |
| 78  | Коробаново       | деревня | 25        | Чистиковское сельское поселение  |
| 79  | Коровки          | деревня | 28        | Понизовское сельское поселение   |
| 80  | Королево         | деревня | 34        | Любавичское сельское поселение   |
| 81  | Коты             | деревня | 1         | Любавичское сельское поселение   |
| 82  | Кочаны           | деревня | 0         | Чистиковское сельское поселение  |
| 83  | Кошеватка        | деревня | 0         | Понизовское сельское поселение   |
| 84  | Кошевичи         | деревня | 198       | Понизовское сельское поселение   |
| 85  | Красный Двор     | деревня | 436       | Переволочское сельское поселение |
| 86  | Кругловка        | деревня | 295       | Переволочское сельское поселение |
| 87  | Кудино-Слобода   | деревня | 0         | Понизовское сельское поселение   |
| 88  | Кудрицы          | деревня | 5         | Переволочское сельское поселение |
| 89  | Куприяново       | деревня | 0         | Понизовское сельское поселение   |
| 90  | Ладыги           | деревня | 1         | Понизовское сельское поселение   |
| 91  | Лапеки           | деревня | 0         | Понизовское сельское поселение   |
| 92  | Левыки           | деревня | 1         | Понизовское сельское поселение   |
| 93  | Лежуево          | деревня | 0         | Понизовское сельское поселение   |
| 94  | Лелеквинская     | деревня | 7         | Чистиковское сельское поселение  |
| 95  | Лешно            | деревня | 250       | Чистиковское сельское поселение  |
| 96  | Лисикты          | деревня | 1         | Любавичское сельское поселение   |
| 97  | Лужки            | деревня | 51        | Понизовское сельское поселение   |
| 98  | Льнозавода       | посёлок | 36        | Понизовское сельское поселение   |
| 99  | Любавичи         | деревня | 448       | Любавичское сельское поселение   |
| 100 | Макаровка        | деревня | 7         | Любавичское сельское поселение   |
| 101 | Маковское        | деревня | 0         | Любавичское сельское поселение   |
| 102 | Малая Березина   | деревня | 14        | Любавичское сельское поселение   |
| 103 | Мервино          | деревня | 45        | Переволочское сельское поселение |
| 104 | Микулино         | деревня | 97        | Переволочское сельское поселение |
| 105 | Могильно         | деревня | 162       | Переволочское сельское поселение |
| 106 | Молево           | деревня | 2         | Чистиковское сельское поселение  |
| 107 | Морги            | деревня | 0         | Любавичское сельское поселение   |
| 108 | Морозовка        | деревня | 45        | Чистиковское сельское поселение  |
| 109 | Москаленки       | деревня | 0         | Чистиковское сельское поселение  |
| 110 | Мохначи          | деревня | 7         | Любавичское сельское поселение   |
| 111 | Надва            | деревня | 67        | Чистиковское сельское поселение  |
| 112 | Невзучье         | деревня | 2         | Любавичское сельское поселение   |
| 113 | Неговка          | деревня | 0         | Понизовское сельское поселение   |
| 114 | Нивки            | деревня | 41        | Понизовское сельское поселение   |
| 115 | Нижние Храпуны   | деревня | 0         | Понизовское сельское поселение   |
| 116 | Николинки        | деревня | 6         | Понизовское сельское поселение   |
| 117 | Никонцы          | деревня | 81        | Понизовское сельское поселение   |
| 118 | Новое Мышково    | деревня | 4         | Понизовское сельское поселение   |
| 119 | Новоселки        | деревня | 21        | Понизовское сельское поселение   |
| 120 | Оброк            | деревня | 0         | Понизовское сельское поселение   |
| 121 | Обурог           | деревня | 19        | Чистиковское сельское поселение  |
| 122 | Овсяная Нива     | деревня | 0         | Понизовское сельское поселение   |
| 123 | Одрино           | деревня | 93        | Переволочское сельское поселение |
| 124 | Ордовка          | деревня | 38        | Чистиковское сельское поселение  |
| 125 | Осово            | деревня | 35        | Понизовское сельское поселение   |
| 126 | Осяпы            | деревня | 1         | Чистиковское сельское поселение  |
| 127 | Пальцево         | деревня | 13        | Чистиковское сельское поселение  |
| 128 | Пашки            | деревня | 2         | Понизовское сельское поселение   |
| 129 | Пезолы           | деревня | 3         | Любавичское сельское поселение   |
| 130 | Переволочье      | деревня | 274       | Переволочское сельское поселение |
| 131 | Пески            | деревня | 17        | Переволочское сельское поселение |
| 132 | Печки            | деревня | 9         | Понизовское сельское поселение   |
| 133 | Плоское          | деревня | 129       | Чистиковское сельское поселение  |
| 134 | Половино         | деревня | 1         | Понизовское сельское поселение   |
| 135 | Понажево         | деревня | 0         | Понизовское сельское поселение   |
| 136 | Понизовье        | деревня | 99        | Понизовское сельское поселение   |
| 137 | Понизовье        | село    | 842       | Понизовское сельское поселение   |
| 138 | Попара           | деревня | 0         | Понизовское сельское поселение   |
| 139 | Портасово        | деревня | 1         | Любавичское сельское поселение   |
| 140 | Потипы           | деревня | 0         | Понизовское сельское поселение   |
| 141 | Починок          | деревня | 1         | Понизовское сельское поселение   |
| 142 | Приволье         | деревня | 121       | Чистиковское сельское поселение  |
| 143 | Распопы          | деревня | 2         | Понизовское сельское поселение   |
| 144 | Рассвет          | деревня | 4         | Чистиковское сельское поселение  |
| 145 | Родькино         | деревня | 2         | Понизовское сельское поселение   |
| 146 | Рокот            | деревня | 39        | Чистиковское сельское поселение  |
| 147 | Рыжиково         | деревня | 149       | Чистиковское сельское поселение  |
| 148 | Самсонцы         | деревня | 60        | Переволочское сельское поселение |
| 149 | Сапцы            | деревня | 0         | Понизовское сельское поселение   |
| 150 | Сафроново        | деревня | 0         | Понизовское сельское поселение   |
| 151 | Свариха          | деревня | 2         | Понизовское сельское поселение   |
| 152 | Селечки          | деревня | 21        | Понизовское сельское поселение   |
| 153 | Селивоненки      | деревня | 0         | Переволочское сельское поселение |
| 154 | Сельцо           | деревня | 0         | Понизовское сельское поселение   |
| 155 | Семенцево        | деревня | 0         | Понизовское сельское поселение   |
| 156 | Середки          | деревня | 3         | Любавичское сельское поселение   |
| 157 | Силуяново        | деревня | 86        | Понизовское сельское поселение   |
| 158 | Ситники          | деревня | 4         | Понизовское сельское поселение   |
| 159 | Ситовщина        | деревня | 12        | Любавичское сельское поселение   |
| 160 | Скубятино        | деревня | 2         | Понизовское сельское поселение   |
| 161 | Скугрево         | деревня | 6         | Понизовское сельское поселение   |
| 162 | Слобода          | деревня | 5         | Любавичское сельское поселение   |
| 163 | Слобода          | деревня | 2         | Понизовское сельское поселение   |
| 164 | Слобода          | деревня | 19        | Чистиковское сельское поселение  |
| 165 | Слободище        | деревня | 20        | Любавичское сельское поселение   |
| 166 | Смолиговка       | деревня | 530       | Чистиковское сельское поселение  |
| 167 | Смоляки          | деревня | 0         | Чистиковское сельское поселение  |
| 168 | Соболи           | деревня | 2         | Любавичское сельское поселение   |
| 169 | Соловьи          | деревня | 12        | Любавичское сельское поселение   |
| 170 | Солонец          | деревня | 34        | Переволочское сельское поселение |
| 171 | Соменки          | деревня | 0         | Понизовское сельское поселение   |
| 172 | Стаи             | деревня | 390       | Переволочское сельское поселение |
| 173 | Старая Стрелка   | деревня | 5         | Любавичское сельское поселение   |
| 174 | Стародубовщина   | деревня | 0         | Любавичское сельское поселение   |
| 175 | Старое Мышково   | деревня | 5         | Понизовское сельское поселение   |
| 176 | Сташки           | деревня | 209       | Чистиковское сельское поселение  |
| 177 | Сташково         | деревня | 2         | Чистиковское сельское поселение  |
| 178 | Стволино         | деревня | 0         | Понизовское сельское поселение   |
| 179 | Стрелицы         | деревня | 18        | Понизовское сельское поселение   |
| 180 | Суборово         | деревня | 0         | Понизовское сельское поселение   |
| 181 | Сурмилицы        | деревня | 4         | Понизовское сельское поселение   |
| 182 | Сутоки           | деревня | 51        | Чистиковское сельское поселение  |
| 183 | Суфляново        | деревня | 226       | Чистиковское сельское поселение  |
| 184 | Сухая Поленица   | деревня | 0         | Понизовское сельское поселение   |
| 185 | Теляпни          | деревня | 6         | Понизовское сельское поселение   |
| 186 | Тетери           | деревня | 154       | Чистиковское сельское поселение  |
| 187 | Тимошенки        | деревня | 6         | Переволочское сельское поселение |
| 188 | Трегубовка       | деревня |           | Чистиковское сельское поселение  |
| 189 | Трубилово        | деревня | 36        | Понизовское сельское поселение   |
| 190 | Тубольцы         | деревня | 0         | Переволочское сельское поселение |
| 191 | Тур              | деревня | 42        | Переволочское сельское поселение |
| 192 | Удовки           | деревня | 7         | Чистиковское сельское поселение  |
| 193 | Узгорки          | деревня | 164       | Понизовское сельское поселение   |
| 194 | Фащево           | деревня | 8         | Понизовское сельское поселение   |
| 195 | Халютино         | деревня | 2         | Любавичское сельское поселение   |
| 196 | Холмок           | деревня | 4         | Чистиковское сельское поселение  |
| 197 | Холмы            | деревня | 14        | Понизовское сельское поселение   |
| 198 | Хомино           | деревня | 14        | Любавичское сельское поселение   |
| 199 | Хохлы            | деревня | 0         | Понизовское сельское поселение   |
| 200 | Храпаки          | деревня | 2         | Переволочское сельское поселение |
| 201 | Цегельня         | деревня | 5         | Любавичское сельское поселение   |
| 202 | Центнеровка      | деревня | 18        | Любавичское сельское поселение   |
| 203 | Чистик           | деревня | 848       | Чистиковское сельское поселение  |
| 204 | Чушаи            | деревня | 35        | Любавичское сельское поселение   |
| 205 | Шапки            | деревня | 9         | Понизовское сельское поселение   |
| 206 | Шарки            | деревня | 0         | Понизовское сельское поселение   |
| 207 | Шатилово         | деревня | 29        | Понизовское сельское поселение   |
| 208 | Шелково          | деревня | 0         | Любавичское сельское поселение   |
| 209 | Шеровичи         | деревня | 630       | Чистиковское сельское поселение  |
| 210 | Шилово           | деревня | 126       | Любавичское сельское поселение   |
| 211 | Шмыри            | деревня | 68        | Понизовское сельское поселение   |
| 212 | Шубки            | деревня | 88        | Любавичское сельское поселение   |

Упразднённые населённые пункты:
- 2001 год — деревни Лоси Карташевичского сельского округа; Савостье, Гурченки, Булино, Озерицы, Калеки, Логвяны Борковского сельского округа; Жерсна, Паневки Узгоркинского сельского округа; Тетино Никонцевского сельского округа; Станиги, Шауры, Красная Горка, Глубокое Николинского сельского округа; Завиры, Лещево, Рясно Кошевичского сельского округа; Слобырево Шубковского сельского округа; Змеевище Кляриновского сельского округа; Нижняя Жарь Голынковского сельского округа[24].

## Экономика
Промышленность
Основным притоком средств в бюджеты всех уровней остается промышленность, которая является одним из основополагающих факторов развития района, а также решает проблему занятости населения.
Приоритетной  отраслью  района по-прежнему является пищевая промышленность.
Рост промышленного производства составил свыше 106 %, оборот розничной торговли – 151%, объем платных услуг увеличился на 107%.
За 2013 год  промышленными предприятиями Руднянского района  произведено продукции  на сумму свыше 2,5 млрд. руб.  в действующих ценах,  что составляет 103 процента к уровню прошлого года.
За истекший  год товарооборот розничной торговли составил 312 млн рублей  или  151 %  к уровню 2012 года.
Инвестиции в основное производство промышленных предприятий в целом составили более  30 млн.  рублей,
- в сельское хозяйство – более 24 млн.рублей,
-  в жилищно-коммунальное хозяйство – 22 млн.рублей, 
-   в образование,  культуру, здравоохранение – 24 млн. рублей.

## Транспорт
Автодорога А141 «Орёл—Витебск».

## Культура
В районе четыре муниципальных учреждения культуры:
- Руднянское муниципальное учреждение Централизованная библиотечная система (Руднянское МУ ЦБС),
- муниципальное учреждение культуры Руднянский исторический музей (МУК Руднянский исторический музей),
- муниципальное учреждение культуры «Руднянская районная централизованная клубная система» (МУК «Руднянская РЦКС»),
- муниципальное учреждение дополнительного образования детей муниципальное учреждение Руднянская детская школа искусств (МУ Руднянская ДШИ).

## Достопримечательности
- Памятник-надгробье «Скорбящая мать»
- «КАТЮША»
- Мемориал героям-минерам
- Дом-музей М. А. Егорова — знаменосца победы
- Сквер ветеранов

## Археология
На правом берегу реки Рутавечь на селище Силуяново 1 культурной группы типа Заозерье III—IV веков, развившейся на основе верхнеднепровского варианта киевской культурно-исторической общности, ведущим типом керамики оказались грубые горшки крупных размеров, которые были украшены декором в виде расчесов гребнем. Также археологи нашли фрагменты керамики с более изящной выделкой из тонкого теста, с заглаженной поверхностью и ребрами на плечике, несколько пряслиц с широким отверстием и три обломка железных фибул.

## Люди, связанные с районом

### Герои Советского Союза
- Барченков, Даниил Гаврилович (деревня Большое Плоское)
- Бекашонок, Михаил Васильевич (станция Лелеквинская)
- Егоров, Михаил Алексеевич (деревня Ермошенки)
- Петроченко, Василий Григорьевич (деревня Избище)
- Трудолюбов, Василий Иванович (деревня Сидоренки)
- Трухов, Андрей Игнатьевич (деревня Суборово)
- Чибисов, Конон Николаевич (деревня Савостье)
- Щербаков, Василий Самуилович (деревня Ордовка)

### Герои Социалистического Труда
- Волков, Николай Кузьмич (деревня Лежни)
- Кавалеров, Петр Алексеевич (деревня Стволино)
- Матюк, Николай Захарович (деревня Лешно)
- Цветков, Николай Леонидович (деревня Кизи)
- Якуненков, Петр Устинович (деревня Верхняя Жарь)

### Известные уроженцы
- Бабичева, Нина Григорьевна род. 29.07.1944 в деревне Морозовка — бригадир шлифовальщиц завода «Карагандагормаш» Министерства угольной промышленности СССР, гор. Караганда, полный кавалер ордена Трудовой Славы[27].
- Воробьёв, Пётр Тимофеевич — полный кавалер ордена Славы (деревня Мохначи)
- Космачёв, Константин Михайлович (7 мая 1911 - 4 августа 1992),  художник, заслуженный деятель искусств БССР (село Микулино).
- Шаршунов, Вячеслав Алексеевич, род. 4 мая 1949 в д. Кругловка — доктор технических наук, профессор, член-корреспондент Национальной Академии Наук Беларуси, заслуженный деятель науки Республики Беларусь.